# Resolutie 1546 Veiligheidsraad Verenigde Naties
Resolutie 1546 van de Veiligheidsraad van de Verenigde Naties werd op 8 juni 2004 unaniem aangenomen door de VN-Veiligheidsraad, en stemde op vraag van Irak in met de voortzetting van de door de Verenigde Staten geleide multinationale bezettingsmacht in het land.

## Achtergrond
Op 2 augustus 1990 viel Irak zijn zuiderbuur Koeweit binnen en bezette dat land. De Veiligheidsraad veroordeelde de inval diezelfde dag middels resolutie 660, en later kregen de lidstaten carte blanche om Koeweit te bevrijden. Eind februari 1991 was die strijd beslecht en legde Irak zich neer bij alle aangenomen VN-resoluties. Het land werd vervolgens verplicht te ontwapenen door onder meer al zijn massavernietigingswapens te vernietigen. Daaraan werkte Irak echter met grote tegenzin mee, tot grote woede van de Verenigde Staten, die het land daarom in 2003 opnieuw binnenvielen.

## Inhoud

### Waarnemingen
De Veiligheidsraad verwelkomde de nieuwe fase in Iraks overgang naar een democratisch verkozen regering en keek uit naar het einde van de bezetting tegen 30 juni. Intussen was de Regerende Raad van Irak al ontbonden en was een interim-regering aan het werk getogen.

### Handelingen
De Raad steunde de vorming van een soevereine interim-regering per 1 juni die tegen 30 juni de volledige autoriteit over het land moest overnemen, waarna de bezetting zou zijn beëindigd en de
Tijdelijke Autoriteit onder de Coalitie zou worden ontbonden.
De Raad steunde ook volgende tijdlijn:
a. Een soevereine interim-regering die tegen 30 juni de autoriteit heeft,
b. Een nationale conferentie met alle bevolkingsgroepen,
c. Verkiezingen tegen 31 december als mogelijk, en anders zeker tegen 31 januari 2005, voor een overgangsregering en een grondwettelijk verkozen regering tegen 31 december 2005.
De Speciale Vertegenwoordiger van de secretaris-generaal en de UNAMI-bijstandsmissie in Irak moesten:
a. Een leidende rol spelen in:
i. Het organiseren van een nationale conferentie in juli 2004 om een Raadgevende Raad aan te duiden,
ii. De onafhankelijke kiescommissie, de interim-regering en het overgangsparlement adviseren en ondersteunen,
iii. De dialoog en overeenstemming promoten bij het opstellen van een grondwet.
b. En ook:
i. De overheid adviseren bij de ontwikkeling van openbare dienstverlening,
ii. Bijdragen aan de coördinatie en levering van hulp bij de heropbouw, de ontwikkeling en humanitaire hulp,
iii. De bescherming van de mensenrechten, nationale verzoening en juridische hervormingen promoten,
iv. De overheid adviseren en helpen bij de planning en uitvoering van een eventuele volkstelling.
De multinationale macht in Irak werd geautoriseerd om alle nodige maatregelen te nemen om de veiligheid en de stabiliteit in het land te verzekeren. De aangehechte brieven over het partnerschap dat hiervoor met de Iraakse overheid werd opgezet werden verwelkomd. Zo kon Irak met eigen troepen deelnemen aan de operaties van de multinationale macht. Het mandaat van die multinationale macht zou op vraag van Irak of anders binnen 12 maanden worden herzien en kon op vraag van Irak vroeger beëindigd worden. Ook werden de Verenigde Staten gevraagd om, in naam van de multinationale macht, elk kwartaal te rapporteren over de gemaakte vooruitgang.

### Annex
Na de tekst van de resolutie zaten 2 brieven bijgevoegd:
- De eerste was van Iyad Allawi, lid van de Iraakse Regeringsraad, waarin hij vroeg dat de multinationale macht enkel op vraag van Irak zelf zou blijven bijdragen aan de veiligheid in het land en zei dat Irak tegen 30 juni opnieuw zijn soevereiniteit zou kunnen opnemen,
- De tweede was van Colin Powell, Amerikaans Minister van Buitenlandse Zaken, die zei de multinationale macht in Irak te willen houden, in partnerschap met Irak zelf.

## Verwante resoluties
- Resolutie 1518 Veiligheidsraad Verenigde Naties (2003)
- Resolutie 1538 Veiligheidsraad Verenigde Naties
- Resolutie 1557 Veiligheidsraad Verenigde Naties
- Resolutie 1618 Veiligheidsraad Verenigde Naties (2005)

Lijst ·  1522 ·  1523 ·  1524 ·  1525 ·  1526 ·  1527 ·  1528 ·  1529 ·  1530 ·  1531 ·  1532 ·  1533 ·  1534 ·  1535 ·  1536 ·  1537 ·  1538 ·  1539 ·  1540 ·  1541 ·  1542 ·  1543 ·  1544 ·  1545 ·  1546 ·  1547 ·  1548 ·  1549 ·  1550 ·  1551 ·  1552 ·  1553 ·  1554 ·  1555 ·  1556 ·  1557 ·  1558 ·  1559 ·  1560 ·  1561 ·  1562 ·  1563 ·  1564 ·  1565 ·  1566 ·  1567 ·  1568 ·  1569 ·  1570 ·  1571 ·  1572 ·  1573 ·  1574 ·  1575 ·  1576 ·  1577 ·  1578 ·  1579 ·  1580